# Biegi narciarskie na Mistrzostwach Świata w Narciarstwie Klasycznym 2019 – sprint drużynowy kobiet
Sprint drużynowy kobiet – jedna z konkurencji rozgrywanych w ramach biegów narciarskich na Mistrzostwach Świata w Narciarstwie Klasycznym 2019. Zawody zostały rozegrane 24 lutego 2019 roku.

## Wyniki

### Półfinały
Z każdego półfinału awansują bezpośrednio dwie najszybsze drużyny. Sześć z najlepszymi czasami z obu biegów awansują jako Lucky Loser.

#### Półfinał 1.
| Miejsce | Nr | Zawodniczka                                     | Państwo         | Czas     | Strata   | Uwagi |
| ------- | -- | ----------------------------------------------- | --------------- | -------- | -------- | ----- |
| 1.      | 2  | Stina Nilsson Maja Dahlqvist                    | Szwecja         | 15:36,52 | –        | Q     |
| 2.      | 1  | Ingvild Flugstad Østberg Maiken Caspersen Falla | Norwegia        | 15:36,69 | +0,17    | Q     |
| 3.      | 3  | Anne Kyllönen Krista Pärmäkoski                 | Finlandia       | 15:36,84 | +0,32    | LL    |
| 4.      | 4  | Victoria Carl Sandra Ringwald                   | Niemcy          | 15:36,88 | +0,36    | LL    |
| 5.      | 5  | Greta Laurent Lucia Scardoni                    | Włochy          | 16:03,97 | +27,45   |       |
| 6.      | 6  | Emily Nishikawa Dahria Beatty                   | Kanada          | 16:12,65 | +36,13   |       |
| 7.      | 8  | Barbora Klementová Alena Procházková            | Słowacja        | 16:44,95 | +1:08,43 |       |
| 8.      | 9  | Annika Taylor Nichole Bathe                     | Wielka Brytania | 16:47,60 | +1:11,08 |       |
| 9.      | 7  | Marina Matrosowa Elmira Mutagarova              | Kazachstan      | 17:07,03 | +1:30,51 |       |

#### Półfinał 2.
| Miejsce | Nr | Zawodniczka                             | Państwo           | Czas     | Strata   | Uwagi |
| ------- | -- | --------------------------------------- | ----------------- | -------- | -------- | ----- |
| 1.      | 11 | Natalja Niepriajewa Julija Biełorukowa  | Rosja             | 15:35,54 | –        | Q     |
| 2.      | 12 | Laurien van der Graaff Nadine Fähndrich | Szwajcaria        | 15:34,96 | +0,42    | Q     |
| 3.      | 13 | Katja Višnar Anamarija Lampič           | Słowenia          | 15:35,07 | +0,53    | LL    |
| 4.      | 10 | Sadie Maubet Bjornsen Jessica Diggins   | Stany Zjednoczone | 15:35,19 | 0,65     | LL    |
| 5.      | 15 | Justyna Kowalczyk Monika Skinder        | Polska            | 15:50,80 | +16,26   | LL    |
| 6.      | 14 | Anastasija Kiriłłowa Polina Sieronosowa | Białoruś          | 15:58,12 | +23,58   | LL    |
| 7.      | 17 | Kateřina Janatová Petra Hynčicová       | Czechy            | 16:24,92 | +50,38   |       |
| 8.      | 18 | Ma Qinghua Meng Honglian                | Chiny             | 16:46,01 | +1:11,47 |       |
| 9.      | 16 | Julija Krol Walancina Kaminska          | Ukraina           | 17:06,30 | +1:31,76 |       |
| LPD.    | 19 | Karen Chanloung Poonyanuch Kłobuczek    | Tajlandia         | —        | —        |       |

### Finał
| Miejsce | Nr | Zawodniczka                                     | Państwo           | Czas     | Strata |
| ------- | -- | ----------------------------------------------- | ----------------- | -------- | ------ |
| 01 !    | 2  | Stina Nilsson Maja Dahlqvist                    | Szwecja           | 15:14,93 | –      |
| 02 !    | 13 | Katja Višnar Anamarija Lampič                   | Słowenia          | 15:15,30 | +0,37  |
| 03 !    | 1  | Ingvild Flugstad Østberg Maiken Caspersen Falla | Norwegia          | 15:15,53 | +0,60  |
| 4.      | 11 | Natalja Niepriajewa Julija Biełorukowa          | Rosja             | 15:15,86 | +0,93  |
| 5.      | 10 | Sadie Maubet Bjornsen Jessica Diggins           | Stany Zjednoczone | 15:17,72 | +2,79  |
| 6.      | 4  | Victoria Carl Sandra Ringwald                   | Niemcy            | 15:21,64 | +6,71  |
| 7.      | 3  | Anne Kyllönen Krista Pärmäkoski                 | Finlandia         | 15:23,79 | +8,86  |
| 8.      | 4  | Laurien van der Graaff Nadine Fähndrich         | Szwajcaria        | 15:36,28 | +21,35 |
| 9.      | 14 | Anastasija Kiriłłowa Polina Sieronosowa         | Białoruś          | 15:39,70 | +24,77 |
| 10.     | 15 | Justyna Kowalczyk Monika Skinder                | Polska            | 16:00,99 | +46,06 |